# Pointe Icart
La pointe Icart est une avancée terrestre qui se prolonge dans le sud de l'île de Guernesey dans les îles anglo-normandes. La pointe Icart a donné son nom au cycle icartien en géologie.

## Géographie
La pointe Icart est située dans la paroisse de Saint-Martin au sud-est de l'île de Guernesey, entre les paroisses de Saint-Pierre-Port au nord,  Saint-André-de-la-Pommeraye au nord-ouest et La Forêt au sud-ouest. Elle constitue avec la pointe de Jerbourg et la pointe de la Moye, les trois avancées terrestres des paroisses de Saint-Martin et de La Forêt. 
À l'est de la pointe Icart s'étend la baie du Saint et la baie du Moulin Huet.
À l'ouest s'étendent plusieurs baies formant autant de petites plages nichées dans des criques au milieu des falaises jusqu'à la pointe de la Moye. 
- La baie de La Bètte ;
- La baie Le Jaonnet ;
- La baie du Petit Bôt ;
- La baie du Portelet.

La pointe d'Icart se caractérise par de hautes falaises surplombant la mer. Sur la côte occidentale de la pointe Icart, se situe une grotte dans la falaise qui se nomme "Le Creux au Chien".
Le peintre Renoir a été inspiré par son séjour à Guernesey, notamment sur la côte méridionale de l'île. Il peignit la baie du Moulin Huet la pointe de Jerbourg et la pointe Icart. 

## Géologie
En géologie tectonique, l'orogénèse icartienne ou cycle icartien est un cycle orogénique qui correspond à la période de formation de reliefs datant du Paléoprotérozoïque (de ca. -2 200 Ma à -1 800 Ma).
Elle tire son nom de la Pointe Icart, dans les îles Anglo-Normandes et correspond dans les terrains bretons et normands à des roches antérieures au Pentévrien. On ne les retrouve plus qu'à l'état de reliques en de rares endroits, comme quelques orthogneiss issus des granites de l'Icartien, rendant difficile de retracer l'histoire géodynamique de ce cycle.

Carte géologique du massif armoricain.